# ファロン郡 (モンタナ州)
ファロン郡（英: Fallon County）は、アメリカ合衆国モンタナ州の南東部に位置する郡である。2010年国勢調査での人口は2,890人であり、2000年の2,837人から1.9％増加した。郡庁所在地はベイカー市（人口1,741人）であり、同郡で人口最大の自治体でもある。
ファロン郡は、1913年にモンタナ州議会がカスター郡から一部を分離して設立した。郡名は探検家ウィリアム・クラーク大尉の甥で、1823年から1827年までミズーリ川上流のインディアン代理人を務めたベンジャミン・オファロンに因んで名付けられた。

## 地理
アメリカ合衆国国勢調査局に拠れば、郡域全面積は1,623平方マイル (4,203.6 km2)であり、このうち陸地は1,620平方マイル (4,195.8 km2)、水域は3平方マイル (7.8 km2)で水域率は0.17％である。

### 隣接する郡
- ウィボー郡 - 北
- プレーリー郡 - 北西
- カスター郡 - 西
- カーター郡 - 南
- ハーディン郡 (サウスダコタ州) - 南東
- ボウマン郡 (ノースダコタ州) - 東
- スロープ郡 (ノースダコタ州) - 東
- ゴールデンバレー郡 (ノースダコタ州) - 北東

## 交通

### 主要高規格道路
- アメリカ国道12号線
- モンタナ州道7号線

### 空港
ベイカー市民空港がベイカー市の中心事業地区から1海里 (1.85 km) 南東の位置にある。

## 人口動態
以下は2000年の国勢調査による人口統計データである。
| 基礎データ - 人口: 2,837人 - 世帯数: 1,140 世帯 - 家族数: 803 家族 - 人口密度: 1人/km2（2人/mi2） - 住居数: 1,410軒 - 住居密度: 0軒/km2（1軒/mi2） 人種別人口構成 - 白人: 98.59% - アフリカン・アメリカン: 0.14% - ネイティブ・アメリカン: 0.32% - アジア人: 0.35% - 太平洋諸島系: 0.04% - その他の人種: 0.11% - 混血: 0.46% - ヒスパニック・ラテン系: 0.39% 先祖による構成 - ドイツ系：39.4％ - ノルウェー系：16.9％ - アイルランド系：10.0％ - イギリス系：8.2％ 言語による構成 - 英語：97.2％ - ドイツ語：1.7％ 年齢別人口構成 - 18歳未満: 25.5% - 18-24歳: 6.2% - 25-44歳: 25.5% - 45-64歳: 24.8% - 65歳以上: 17.9% - 年齢の中央値: 41歳 - 性比（女性100人あたり男性の人口） - 総人口: 102.2 - 18歳以上: 96.7 | 世帯と家族（対世帯数） - 18歳未満の子供がいる: 32.1% - 結婚・同居している夫婦: 60.5% - 未婚・離婚・死別女性が世帯主: 6.0% - 非家族世帯: 29.5% - 単身世帯: 26.6% - 65歳以上の老人1人暮らし: 13.2% - 平均構成人数 - 世帯: 2.45人 - 家族: 2.96人 収入と家計 - 収入の中央値 - 世帯: 29,944米ドル - 家族: 38,636米ドル - 性別 - 男性: 27,045米ドル - 女性: 18,077米ドル - 人口1人あたり収入: 16,014米ドル - 貧困線以下 - 対人口: 12.5% - 対家族数: 9.5% - 18歳未満: 17.5% - 65歳以上: 6.6% |

## 都市と町
- ベイカー市 - 郡庁所在地
- プレブナ町